# Vyšný Mirošov
Vyšný Mirošov és un poble i municipi d'Eslovàquia. Es troba a la regió de Prešov, al nord del país.

## Història
La primera referència escrita de la vila data del 1567.

## Demografia
| Godina             | 1994 | 2004    | 2014   | 2024   |
| ------------------ | ---- | ------- | ------ | ------ |
| Nombre de persones | 533  | 590     | 597    | 572    |
| Diferència         |      | +10,69% | +1,18% | −4,18% |

| Godina             | 2023 | 2024   |
| ------------------ | ---- | ------ |
| Nombre de persones | 573  | 572    |
| Diferència         |      | −0,17% |